# Renzo Eusebi
Renzo Eusebi (18 de abril de 1946, Montalto delle Marche), es un pintor y escultor Italiano. Es cofundador de los movimientos artísticos  Transvisionismo (1995) y GAD (Grupo de Aniconismo Dialéctico), 1997.

## Biografía
Nació en Patrignone, una aldea de Montalto delle Marche en 1946. En 1962 se matriculó en la escuela secundaria artística de Roma donde conoció al pintor Sante Monachesi. Ha trabajado el bajorrelieve en yeso, utilizando la espátula, creando  pinturas con una particular impronta. Desde los años 70 ha participado en numerosas exposiciones personales y colectivas. En los años 80 se ha dedicado a la exploración  de una pintura surrealista abstracta, donde se entrelazan espirales de las que emergen formas geométricas de colores rojo, negro, amarillo y azul, imágenes y colores primarios. En los 90 se convierte en miembro fundador del "transvisionismo", movimiento artístico nacido en Castell'Arquato y del G.A.D. (Grupo de Anicinismo Dialéctico), fundado en Roma por el crítico e historiador del arte Giorgio Di Genova.